# Paul Craig Roberts

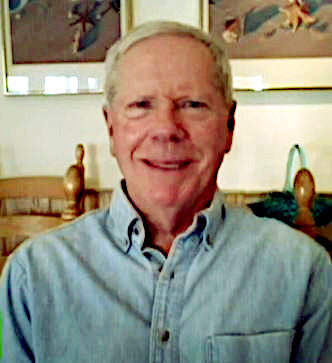
Paul Craig Roberts, 2011

Paul Craig Roberts (* 3. April 1939) ist ein US-amerikanischer Ökonom und Publizist. Er war stellvertretender Finanzminister der Regierung Reagan und ist als Mitbegründer des wirtschaftspolitischen Programms der Regierung Reagans („Reaganomics“) bekannt.  Er war Mitherausgeber und Kolumnist des Wall Street Journal, Kolumnist von Business Week und des Scripps Howard News Service. Er wurde bei 30 Anlässen über Themen der Wirtschaftspolitik im Kongress um seine Expertise gebeten.
Seine Kritik an der neoliberalen Wirtschaftspolitik, die seiner Auffassung nach zur Finanzkrise 2008 führte, legte er vor allem in seinem Werk The Failure of Laissez-Faire Capitalism and the Economic Erosion of the West (2012) dar.
Nach der Jahrhundertwende publizierte Roberts häufig in Counterpunch, wobei er sich mit den Regierungen Bushs und Barack Obamas hinsichtlich des War on Terror befasste, der seiner Meinung nach die Bürgerrechte der Verfassung der Vereinigten Staaten einschränkte. Im Unterschied zu früheren Parteifreunden unter den Republikanern lehnte er später den War on Drugs ebenso wie den War on Terror ab und kritisierte auch die Politik Israels im israelisch-palästinensischen Konflikt.

## Lebenslauf
Roberts ist Absolvent des Georgia Institute of Technology. Er promovierte an der University of Virginia. Danach wirkte er an der University of California, Berkeley, am Merton College und an der University of Oxford. Sein erster wissenschaftlicher Aufsatz (Classica et Mediaevalia) war eine Neuformulierung der Pirenne-These.
In Alienation and the Soviet Economy (1971) vertrat Roberts die These, das sowjetische Wirtschaftssystem sei das Ergebnis eines Konflikts von vorgetäuschten Absichten und einer diesen entgegengesetzten Realität. Sie sei keine wirkliche Planwirtschaft, sondern spiegele eine solche in ihren Institutionen lediglich vor. In Marx's Theory of Exchange (1973) legte er außerdem dar, Marx sei ein „Organisationstheoretiker“ gewesen, dessen materialistische Geschichtsauffassung keinen Raum für ethisch begründete Triebkräfte des Wandels gelassen habe.
Von  1975 bis 1978 war Roberts wissenschaftlicher Mitarbeiter des Kongresses. Als Wirtschaftsberater Jack Kemps entwarf er das Kemp-Roth-Gesetz (aus dem der Economic Recovery Tax Act of 1981 hervorging). Er spielte eine führende Rolle bei der überparteilichen Unterstützung einer angebotsorientierten Wirtschaftspolitik. Durch seine einflussreichen Artikel über die Steuerbelastung in Harper's im Jahre 1978, zu der Zeit, in der er Senator Orrin Hatch aus Utah beriet, bot ihm der Herausgeber des Wall Street Journal (WSJ), Robert L. Bartley, eine Möglichkeit, seine Auffassungen zu veröffentlichen. Er publizierte für das WSJ bis 1980. In derselben Zeit wirkte er als wissenschaftlicher Mitarbeiter für Politische Ökonomie am Center for Strategic and International Studies, damals Teil der Georgetown University.
Von 1981 bis 1982 war Roberts Ministerialdirektor im Finanzministerium verantwortlich für Wirtschaftspolitik (w:en:Assistant Secretary of the Treasury for Economic Policy) unter Präsident Ronald Reagan. Minister Donald Regan wies ihm eine bedeutende Rolle beim Economic Recovery Tax Act of 1981 zu, wofür er die Auszeichnung für herausragende Leistungen für die US-amerikanische Wirtschaftspolitik erhielt."
Roberts trat im Januar 1982 zurück, um als Erster den Lehrstuhl für Wirtschaftspolitik am Center for Strategic and International Studies zu übernehmen. Diese Position behielt er bis 1993. Hauptwerk dieser Zeit ist The Supply-Side Revolution (1984) mit einer Neuformulierung der makroökonomischen Theorien, die er unter Reagan praktisch umgesetzt hatte.
Von 1993 bis 1996 arbeitete er am Cato Institute. Er war auch Professor an der Hoover Institution.
In The New Color Line (1995) vertrat Roberts die These, das Bürgerrechtsgesetz werde von Bürokraten in der Anwendung in seinem Sinn verfehlt. Das Gesetz werde benutzt, Privilegien zu begründen und bedrohe den Gleichheitsgrundsatz des 14. Verfassungszusatzartikels, in dessen Namen es verabschiedet worden sei. In The Tyranny of Good Intentions (2000) legte Roberts dar, wie jene auf den Briten William Blackstone zurückgehenden Rechtsprinzipien des 18. Jahrhunderts unterhöhlt würden, die sicherstellen sollten, dass das Gesetz ein Schutz der Schwachen und keine Waffe in der Hand der Regierung sei.
Roberts war Mitglied der Mont Pèlerin Society, gab jedoch im August 2008 seinen Austritt bekannt.

## Auszeichnungen
1987 wurde er von der französischen Regierung für seine Erneuerung der Wirtschaftswissenschaften und der Wirtschaftspolitik als Ehrenmitglied in die Légion d’honneur aufgenommen. Premier Édouard Balladur reiste hierzu in die USA, um Roberts die Medaille zu überbringen. Präsident Reagan schickte Jim Miller mit einem Glückwunschschreiben zur Festveranstaltung.
1992 erhielt Roberts den Warren Brookes Award for Excellence in Journalism vom American Legislative Exchange Council. 1993 rechnete ihn Forbes Media Guide zu den sieben wichtigsten Journalisten der Vereinigten Staaten.

## Positionen

### Kritik an der Regierung Bush
Roberts lehnte den Irakkrieg von 2003 ab und forderte am 18. Mai 2005 Bushs Amtsenthebung wegen Irreführung des Kongresses hinsichtlich des Kriegsgrundes.
Roberts kritisierte ebenso Kriegspläne gegen den Iran. Damit schien er der amerikanischen Linken näherzurücken. Tatsächlich rechtfertigte sich Roberts mit einer spezifisch angepassten Interpretation von Ronald Reagans Doppelstrategie – beides, nämlich die Stagflation wie den Kalten Krieg zu beenden. Nach Roberts’ Meinung waren die „echten“ Konservativen die ersten Opfer der Neokonservativen der Bush-Regierung. Bushs Unterstützer seien seine „Braunhemden, mit demselben niedrigen geistig-moralischen Niveau wie Hitlers begeisterte Anhänger.“

### Israel
Roberts kritisierte die israelische Regierung und warnte vor einer Verwechslung der Kritik an der zionistischen Regierung mit einer Kritik am Judentum. In seiner Kolumne „What Became of Western Morality?“ vom Januar 2005 stellte er heraus, dass gerade die Zeitungen in Israel, nicht die amerikanischen, gegen die „Gräueltaten“ der israelischen Regierung gegen die Palästinenser protestierten.
In einem Artikel für CounterPunch, „Pirates of the Mediterranean“, schrieb Roberts, Israel habe 60 Jahre lang den „Landdiebstahl“ der amerikanischen Siedler an den Ureinwohnern wiederholt.  Der Gaza-Streifen sei das „größte Konzentrationslager der Welt“, bevölkert von Menschen, die aus Palästina vertrieben worden seien, damit Israel ihnen ihr Land stehlen könne. Er nannte das U.S. State Department eine „Marionette“ Israels und die USA einen „Marionettenstaat“. Er gelangte zu der Schlussfolgerung, dass es kein Geld
```
für 
Kalifornien
, für das Gesundheitssystem der USA oder für die Wohnsitzlosen gebe, da Israel dieses Geld brauche."
[
12
]
```

Die Anti-Defamation League kritisierte Roberts als Förderer des Antisemitismus, da er sich seit 2007 in seinen Kolumnen zunehmend auf die Kritik Israels und der Juden fokussiere und Veröffentlichungen am linken und rechten Rand populär mache. Roberts schlug den israelischen Friedensaktivisten Jeff Halper für den Friedensnobelpreis vor.

### Radikalisierung der Sicht auf den Zweiten Weltkrieg und den Holocaust
Seit 2019 steigerte sich Roberts immer polemischer werdende Kritik an Israel zu einer zunehmend verschwörungsideologischen Sicht auf Juden insgesamt so weit, dass er öffentlich geschichtsrevisionistische Positionen zum Holocaust und zum Beginn des Zweiten Weltkriegs einnahm. Ihren Anfang nahm diese Wendung mit einem Artikel im Foreign Policy Journal, in dem er die Geschichtssicht des verurteilten Holocaust-Leugners David Irving preist:
„Irving, without any doubt the best historian of the European part of World War II, learned at his great expense that challenging myths does not go unpunished... I will avoid the story of how this came to be, but, yes, you guessed it, it was the Zionists“.
Zugleich den Charakter des Unternehmens Barbarossa als genuinen Raub- und Vernichtungskrieg bestreitend, versteigt sich Roberts dabei so weit, dass er die zu einem verschwörerischen Kollektivsubjekt erklärten Juden ganz im Sinne der nationalsozialistischen Ideologie zu den Kriegsverursachern erklärt, welche den unwilligen britischen Premierminister Churchill und den US-Präsidenten Roosevelt zu einem Kriegskomplott genötigt hätten, um einen gewichtigen Vorwand für die Errichtung des Staates Israel zu erwirken:
„This fake news story of German aggression was used to build the case that Germany, which was merely recovering its national territory and rescuing German people from persecution in Czechoslovakia and Poland, was an aggressor with world conquest as its goal. The American people and in Britain the Chamberlain government resisted this false story for a long time, but as historians have revealed the British and American press was controlled by Zionist Jews, and these Jews had all the entrances they needed into Churchill and Roosevelt.“

### Proteste im Iran während der Wahl 2009–2010
In CounterPunch stellte Roberts zu den Protesten nach Mahmud Ahmadinedschads Wiederwahl fest, dass die Demonstrationen trotz der vielen ehrlichen Unterstützer der Proteste doch die Kennzeichen der von der CIA orchestrierten Demonstrationen in Georgien und der Ukraine aufwiesen.

### Angriff auf das World Trade Center
Der Bericht der „9/11-Kommission“ wies seiner Meinung nach Fehler auf. Für ihn war der Einsturz der Türme, in der Darstellung der Kommission allein, wissenschaftlich nicht erklärbar. (Vgl. dazu auch: Verschwörungstheorien zum 11. September 2001).
Im November 2012 bezeichnete Roberts die Rolle von Al-Qaida bei dem Angriff als unbewiesen. Anwar al-Awlakis Schuld an den Angriffen auf das World Trade Center war nach Roberts’ Meinung ebenfalls unbewiesen.

### US-Medien
Roberts behauptete, die Regierung Bush habe „de facto“ ein Propagandaministerium errichtet. Die „Gleichförmigkeit“ der Medien sei seit den 90er Jahren durch Konzentrationsprozesse so stark geworden, dass ihre Unabhängigkeit nicht mehr existiere.

### Drogenkrieg
Roberts unterstützte zunächst Reagans „Null-Toleranz“-Politik gegenüber illegalen Drogen. 2007 kritisierte er jedoch die Auswüchse des Drogenkrieges, der zu einer „Militarisierung“ der Polizeibehörden geführt habe.

### Krieg gegen den Terror
Roberts fragte, ob der Krieg gegen den Terror „ein böser Scherz“ sei – er habe Millionen von Muslimen in sechs Ländern getötet, verstümmelt, entwurzelt und zu Witwen und Waisen gemacht. Er nannte die Angriffe eine „nackte Aggression“ gegenüber der Zivilbevölkerung und der Infrastruktur, womit sie Kriegsverbrechen gleichkämen.

### Republikanische Partei
Roberts ist ein strikter Gegner der von ihm angenommenen „Missachtung“ der Verfassung durch die Republikaner. Er bedauerte, für sie gearbeitet zu haben und äußerte, wenn er gewusst hätte, worauf alles hinauslaufe, hätte er an Reagans Reformen nicht mitgearbeitet. Er kritisierte auch die Demokraten mit äußerster Härte, da Obama die Verfassung noch weitaus stärker verletze als Bush.

### Finanzkrise
Roberts vertrat die These, der Liborskandal bestätige das Bild der Lage, dass öffentliche und private Finanzinstitute die Zinsen manipulierten, um den Wertpapierhandel zu steuern. Die Ziele der US-Bundesbank (Federal Reserve System), der Bank of England und weiterer US-amerikanischer und britischer Banken seien koordiniert, ihre Strategien würden sich gegenseitig verstärken und ihnen Vorteile bringen. Die Manipulation des Libor sei ein weiteres Anzeichen dieses Zusammenwirkens.” Roberts empfiehlt daher eine strenge Bankenregulierung und eine gründliche Reform der Bundesbank.

### Eingang in russische Staatsmedien
Roberts wird dank seiner USA-kritischen Einlassungen gerne in russischen Staatsmedien berücksichtigt; in der Zeitschrift „Sputnik“ erklärte er, die Demokratiebewegungen in Hongkong und in Russland seien von Washington gesteuerte fünfte Kolonnen.

## Monografien
- Alienation and the Soviet Economy (1971, 1990) ISBN 0-8419-1247-5
- Marx's Theory of Exchange, Alienation, and Crisis (1973, 1983) ISBN 0-03-069791-3  (Spanish language edition: 1974)
- The Supply Side Revolution: An Insider's Account of Policymaking in Washington (1984) ISBN 0-674-85620-1 (Chinese language edition: 2012)
- Meltdown: Inside the Soviet Economy (1990) ISBN 0-932790-80-1
- The Capitalist Revolution in Latin America (1997) ISBN 0-19-511176-1 (Spanish language edition: 1999)
- The New Color Line: How Quotas and Privilege Destroy Democracy (1995) ISBN 0-89526-423-4
- The Tyranny of Good Intentions: How Prosecutors and Bureaucrats Are Trampling the Constitution in the Name of Justice (2000) ISBN 0-7615-2553-X (new edition: 2008)
- How the Economy Was Lost: The War of the Worlds (2010) ISBN 978-1-84935-007-5
  - (deutsch) Wirtschaft am Abgrund (2012) ISBN 978-3-938706-38-1, (2018) ISBN 978-3-906212-37-1
- Chile: Dos Visiones, La era Allende-Pinochet (2000) ISBN 956-284-134-0
- The Failure of Laissez Faire Capitalism and Economic Dissolution of the West (2012) ISBN 0-9860362-5-0
- (deutsch) Amerikas Kriege (2013) ISBN 978-3-906212-01-2
- How America was Lost. From 9/11 to the Police/Warfare State (2014) ISBN 978-0-9860362-9-3
- (deutsch) Amerikas Krieg gegen die Welt ... und gegen seine eigenen Ideale (2015) ISBN 978-3-86445-221-5